# William Berwald
William Berwald (Cleveland, 5 agosto 1874 – Los Angeles, 15 aprile 1963) è stato un ginnasta e multiplista statunitense.

## Carriera
Berwald partecipò ai Giochi olimpici di Saint Louis 1904 nelle gare di triathlon e ginnastica. Giunse tredicesimo al concorso a squadre, settantaduesimo nel concorso generale individuale, trentesimo nel triathlon e ottantanovesimo nel concorso a tre eventi.